# Sichaea coriaria
Sichaea coriaria är en insektsart som beskrevs av Carl Stål 1866. Sichaea coriaria ingår i släktet Sichaea och familjen dvärgstritar. Inga underarter finns listade i Catalogue of Life.